# Perger Gyula
Perger Gyula (Csorna, 1961. május 11. –) magyar néprajzkutató, muzeológus, múzeumigazgató, irodalomtörténész.

## Életpályája
Zenei általános iskolai tanulmányai után a győri Révai Miklós Gimnázium matematika szakán tanult. Ezután a Debreceni Tudományegyetem magyar-néprajz szakos hallgatója volt, ahol 1985-ben diplomázott. 1984–2013 között a győri Xántus János Múzeum néprajzosa volt. 2004-től a Győr-Moson-Sopron megyei Múzeumok igazgatója. 2007–2012 között a Csornai Múzeum igazgatója volt.2013–2017 között a tatai Kuny Domokos Megyei Múzeum igazgatója volt.

## Művei
- Vastuskós ház (1987)
- Győr, Patkó Imre Gyűjtemény (1989)
- Lencsekönyv 101 recepttel (1990)
- A győrszabadhegyi lucaszék (1992)
- A Kisalföld népi építészete (1993)
- Pillanatképek a romák múltjából (1998)
- Bűn és bűnhődés (1999)
- Újváros 1703-as telekkönyve (2002)
- Győr-Moson-Sopron megye népművészete (társszerző, 2002)
- Velünk élő hagyományok (2004)
- "…félelemmel és aggodalommal…" (2005)
- Huszonkét nap (2006)
- Kovács Pálnak magyar példa, és köz mondási (2008)
- Győri énekeskönyv (2009)
- "Oltalmad alá futunk" (2010)
- A pusztulás képei (2010)
- Győr-Újváros népessége II. József uralkodása alatt, 1785 (2011)[7]
- Gyirmót története (2013)
- Libelli Tatenses (2014)
- Mayrhofer József, Győr első fényképésze (2017)[8]